# Parafia św. Stefana w Lipnicy Małej

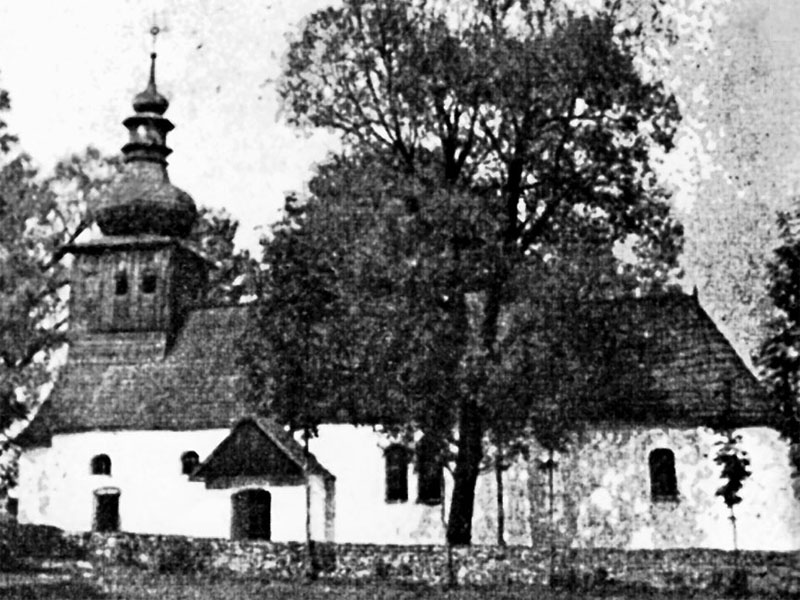
Pierwszy kościół w Lipnicy Małej

Parafia Świętego Stefana w Lipnicy Małej – rzymskokatolicka parafia położona w archidiecezji krakowskiej w dekanacie Jabłonka.

## Historia
Miejscowość leży w historycznym regionie Orawy, które od średniowiecza podlegało Królestwu Węgier i tamtejszej strukturze kościelnej. Przed 1919 rokiem mieszkańcy przyjmowali sakramenty najpierw w Orawce, a od 1827 roku w Lipnicy Wielkiej. Budowa pierwszego kościoła rozpoczęła się w roku 1804. Od 1860 roku kilka razy w roku przyjeżdżał ksiądz z Lipnicy Wielkiej udzielać sakramentów i celebrować msze święte. Samodzielna parafia w Lipnicy Małej została erygowana w 1919 roku, formalnie podległa diecezji spiskiej. Pierwszym proboszczem nowo erygowanej parafii został ks. Marcin Jabłoński, który pełnił tę funkcję do 1922 roku. W 1920 do Polski przyłączono część Orawy z 9 parafiami, które podporządkowano następnie diecezji krakowskiej (od 1925 archidiecezji). 11 lipca 1922 roku nowym proboszczem został ks. Jan Maślak, za którego przyczyną została zbudowana i oddana do użytku pierwsza plebania.
W 1929 roku kolejnym proboszczem parafii został późniejszy długoletni dziekan orawski ks. prałat Józef Buroń, który pełnił swoją funkcję 47 lat. W 1931 roku podjął decyzję o budowie obecnego kościoła, którego budowa trwała w latach 1933–1941. Projektantem budowy był architekt Franciszek Mączyński. Fundamenty kościoła wzniesiono w 1933 roku. W 1936 ukończono budowę nawy głównej i prezbiterium, dzień przed rozpoczęcie II wojny światowej 1939 roku budowę wieży. 29 czerwca 1942 roku w Święto Świętych Apostołów Piotra i Pawła, kościół został poświęcony przez delegata biskupa ks. Józef Slanicay, a konsekrację odłożono na późniejszy czas. 
W 1953 roku na wieży kościoła został zawieszony duży dzwon, który nosi imię św. Stefana i został poświęcony rok później, 11 kwietnia przez biskupa Franciszka Jopa.
W 1974 roku do parafii został skierowany nowy proboszcz ks. Franciszek Dużyk, który zastąpił urzędującego długoletniego proboszcza ks. prałata Józefa Buronia, który pozostał w parafii jako emerytowany proboszcz – zmarł 4 grudnia 1976 i został pochowany na przykościelnym cmentarzu. 
Za probostwa ks. Dużyka zbudowano nową plebanię. Po 8 latach został zwolniony z funkcji proboszcza parafii, a jego następcą został ks. Władysław Droździk, który swoją funkcję pełnił do 1992 roku. Z jego inicjatywy odnowiony ściany kościoła i zamontowano witraże.
W 1992 roku do parafii został skierowany ks. kanonik Adam Leśniak, który wcześniej sprawował funkcję proboszcza w parafii Matki Bożej Nieustającej Pomocy w Bibicach.
Jego zaangażowanie w rozwój parafii i rozbudowę kościoła jest imponujący. W 1994 roku podjął decyzję powiększeniu kościoła poprzez dobudowanie naw bocznych, którego projektem zajął się architekt Eugeniusz Gryl, a także o zmianie wieży kościelnej z kopułowatej na szpiczastą zgodnie z projektem Witoltda Cęckiewicza. W tym samym roku w 75. rocznicę erygowania parafii wmurowano i poświęcono tablicę ks. Prałatowi Józefowi Buroniowi.
W 1999 roku zakończono budowę naw bocznych, a w roku 2000 zamontowano ogrzewanie podłogowe zasilane ogrzewaniem termalnym z sześcioma pionowymi odwiertami. Na ten cel dzięki ówczesnemu wójtowy gminy Jabłonka Antoniemu Wontorczykowi pozyskano dotacje z Narodowego Funduszu Ochrony Środowiska.
W latach 2001–2003 wymieniono posadzkę na granitowo-marmurową, wykonano także marmurowy ołtarz soborowy i ambonę oraz kościół z zewnątrz odnowiono. W 2005 roku do parafii w Lipnicy Małej została sprowadzona relikwia Świętego Stefana.
W 2007 roku dokończono przebudowę wieży kościelnej oraz wymieniono całe pokrycie dachowe na blachę miedzianą. 
Od 2008 roku dzięki staraniom ks. Adama Leśniaka rozpoczęto odnowę wnętrza świątyni, którego projektem zajęli się miejscowi artyści. Prawie wszystkie prace udało się zakończyć przed konsekracją kościoła. 11 czerwca 2011 roku nastąpiło sprowadzenie i uroczyste powitanie dzwonów. Następnego dnia kardynał Stanisław Dziwisz poświęcił dwa nowe dzwony, zaś 12 sierpnia 2011 roku zostały przywiezione relikwie św. Jana Pawła II.
W 2013 roku wymieniono ogrodzenie wokół kościoła wraz z bramami głównymi. 18 sierpnia tegoż roku poświęcono tabernakulum.
21 maja 2016 roku ks. biskup Jan Szkodoń konsekrował kościół świętego Stefana.  
 Po 25 latach pracy duszpasterskiej, w związku z osiągnięciem wieku emerytalnego, z funkcji proboszcza zrezygnował ks. Adam Leśniak, który przez ostatnie lata przyczynił się do rozbudowy i upiększenia świątyni oraz doprowadził do jej konsekracji .Przyczynił się także do rozwoju duchowego w parafii między innymi wprowadzając nabożeństwa fatimskie i nowennę do Matki Nieustającej Pomocy. Pozostał rezydentem w małolipnickiej parafii. Zmarł nagle 4 maja 2019 roku podczas pielgrzymki na Węgry z okazji 100-lecia erygowania parafii. Jego pogrzeb odbył się 17 maja 2019 przy udziale ponad setki księży i kilkuset wiernych. Został pochowany na przykościelnym cmentarzu w grobowcu obok także zasłużonego proboszcza parafii ks. prałata Józefa Buronia. Od 1 lipca 2017 roku nowym proboszczem jest ks. kanonik Piotr Grotowski – dotychczasowy wicerektor Wyższego Seminarium Duchownego Archidiecezji Krakowskiej. 
15 września 2019 roku podczas uroczystej mszy świętej z okazji 100 lat erygowania parafii, której przewodniczył ks. abp metropolita krakowski Marek Jędraszewski, została poświęcona tablica upamiętniająca postać i zasługi ks. Kanonika Adama Leśniaka. 
Na terenie parafii znajdują się dwie kaplice: jedna 1,5 km od kościoła parafialnego w górnej części wsi pochodząca z 1901 roku kaplica św. Józefa, zaś druga św. Faustyny 3 km od kościoła w dolnej części wsi – niegdyś znajdował się tam punkt katechetyczny.

## Proboszczowie
1. Ks. Marcin Jabłoński Od 1919 do 1922
2. Ks. Jan Maślak - Od 1922 do 1929
3. Ks. Józef Buroń - Od 1929 do 1976
4. Ks. Franciszek Dużyk - Od 1974 do 1982
5. Ks. Władysław Droździk - Od 1982 do 1992
6. Ks. Adam Leśniak - Od 1992 do 2017
7. Ks. Piotr Grotowski - Od 2017